# Idioma yulá
El idioma yulá (también escrito en ocasiones diula por el término francés dioula, dyula, autoglotónimo julakan) es la denominación de varias hablas de la lengua mandenká o mandinga, subgrupo de la familia mandé, autóctonas de Costa de Marfil, Malí y principalmente de Burkina Faso donde tiene un millón de hablantes. Tradicionalmente ha sido lengua comercial en África occidental, como primera o segunda lengua. El número total de hablantes es de unos 2,7 millones. Se utiliza generalmente para comerciar y como forma de comunicación interétnica, coexistiendo con el francés, que es idioma oficial.
Otros de los idiomas o dialectos hablados en la zona son: yacuba, lenguas senufo, baoulé y
anyi.
Está relacionado con la lengua bámbara de la misma forma que lo está el inglés británico del inglés estadounidense. También es mutuamente inteligible con el malinké.
Probablemente es la lengua más usada para el comercio en África Occidental. Actualmente están en uso tres tipos de escritura para el yulá, una basada en alfabeto arábigo, otra basada en el alfabeto latino y otra más que usa el alfabeto autóctono llamado n'ko.